# Laudontanya
Laudontanya (szerbül Лаудоновац / Laudonovac) Szerbiában, a Vajdaságban, a Dél-bánsági körzetben, Zichyfalva községben található.

## Népesség

### Demográfiai változások
| 1948 | 1953 | 1961 | 1971 | 1981 | 1991 | 2002 | 2011 |
| ---- | ---- | ---- | ---- | ---- | ---- | ---- | ---- |
| 55   | 56   | 63   | 68   | 78   | 50   | 24   | 21   |